# 11980 Елліс
11980 Елліс (11980 Ellis) — астероїд головного поясу, відкритий 17 вересня 1995 року.
Тіссеранів параметр щодо Юпітера — 3,472.